# Искра Браво
Искра Браво је српска сликарка.

## Биографија
Рођена је у Београду где живи и ради. Завршила је сликарство на Факултету ликовних уметности Универзитета уметности у Београду и студирала је у Паризу. Учествовала је на више групних изложби у земљи и иностранству, на интернационалним симпозијумима, бијеналима, фестивалима визуелне уметности, као и на резиденцијалним програмима у Израелу и Паризу. Самостално је излагала на разним изложбама у земљи и иностранству међу којима су галерија Задужбине Илије М. Коларца, салон Музеја савремене уметности у Београду и галерија кипарског Удружења ликовних уметника у Никозији. Њени радови се налазе у Фондацији Монагри на Кипру и у Енглеској, Музеју плуте у Тунису и другим. Награђена је на Интернационалном фестивалу уметности у Махаресу. Члан је Удружења ликовних уметника Србије и Удружења „Е.КА.ТЕ” на Кипру.